# Piła Leszków
Piła Leszków – dawny kolejowy przystanek osobowy na linii kolejowej nr 354, położony w granicach Piły, w Leszkowie, w obrębie administracyjnego Osiedla Podlasie. Znajduje się przy ulicy Walki Młodych, około 4 km na południowy wschód od centrum miasta i dworca Piła Główna. W latach 2008–2018 wyłączony z eksploatacji, w 2018 roku został zlikwidowany – w trakcie prac nad modernizacją linii rozebrano perony.

## Położenie i infrastruktura

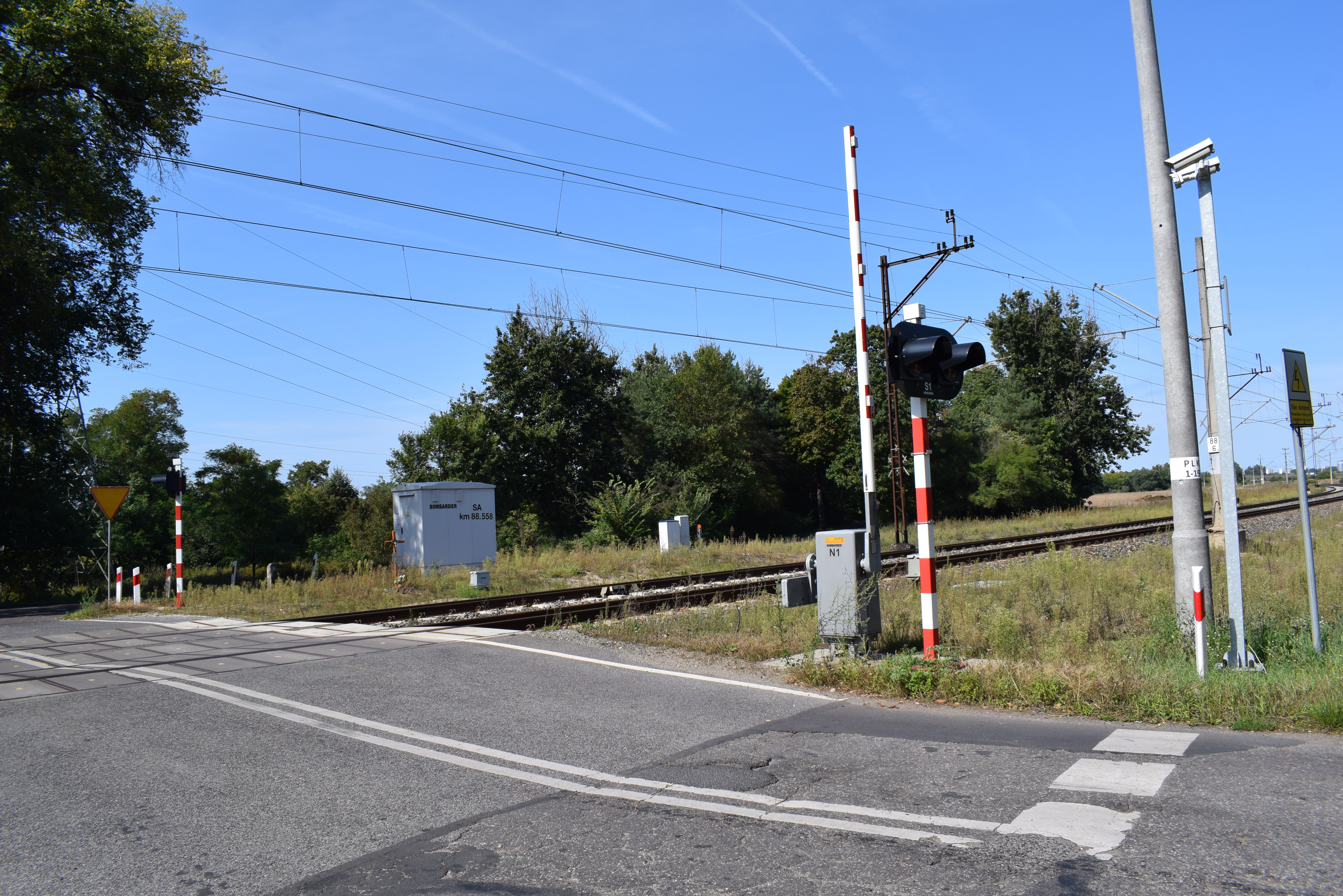
Przejazd obok zlikwidowanego przystanku

Przystanek był położony przy przejeździe kolejowo-drogowym w ciągu ulicy Na Leszkowie, prowadzącej do leszkowskich cmentarzy, w tym więźniów obozu jenieckiego z I wojny światowej. Znajdował się przy ulicy Walki Młodych, dawnym trakcie spacerowym prowadzącym do popularnej w dwudziestoleciu międzywojennym rekreacyjnej dzielnicy Kalina, nieopodal zakola Gwdy, w znacznym oddaleniu od zabudowań.
Przystanek posiadał dwa perony boczne i dwie krawędzie peronowe. Po wyłączeniu z eksploatacji niewielki budynek stacyjny został zaadaptowany na mieszkania.

## Historia
Dokładna data powstania przystanku nie jest znana; pojawia się on na mapach z lat dwudziestych XX wieku, na których nosi nazwę Friedrichstein, odnoszącą się do położonego w pobliskim lesie kamienia upamiętniającego cesarza Niemiec Fryderyka III. Po II wojnie światowej nazywał się przez pewien czas Gonie i był przeznaczony dla obsługi kolejowych ogrodów działkowych, zlikwidowanych w latach 90.

## Połączenia
Począwszy od rozkładu jazdy na lata 2008–2009 z przystanku Piła Leszków nie były planowo odprawiane żadne pociągi.